# Божурица
Божурица (болг. Божурица) — село в Болгарии. Находится в Плевенской области, входит в общину Долна-Митрополия. Население составляет 1099 человек.

## Политическая ситуация
В местном кметстве Божурица, в состав которого входит Божурица, должность кмета (старосты) исполняет Николай Георгиев Николов (Болгарский земледельческий народный союз (БЗНС)) по результатам выборов.
Кмет (мэр) общины Долна-Митрополия — Александр Пенков Печеняков (Болгарская социалистическая партия (БСП)) по результатам выборов.